# Ongeluluul
Ongeluluul (auf Deutsch in etwa „Ort, an dem jemand flüstert“) ist ein historisch bedeutender Platz in Melekeok auf Palau. Er liegt im mittleren Osten der Insel Babelthuaps, wurde um 1750 von Reklai Tangesechel erbaut und am 30. September 1976 in das National Register of Historic Places eingetragen.

## Beschreibung
Von Ongeluluul ist die Ruine einer einst gut gepflasterten Basaltsteinplattform von ungefähr 6 mal 6 Metern Größe erhalten. Circa 100 Meter östlich erstreckt sich die Pazifikküste. In der Nähe befinden sich auch ein Bach und eine in Richtung Südwesten landeinwärts führende Straße. Mittlerweile hat sich auf dem Platz Baumwachstum und Spontanvegetation gebildet. Lange Zeit wurde er als Entnahmequelle für Steine oder auch als Lagerplatz für Baustoffe genutzt.

## Bedeutung
An diesem Ort fanden wichtige, (teils geheime) Treffen der Häuptlinge statt, bei denen unter anderem über Kriegspläne und -strategien entschieden wurde. 1793 wurde an dieser Stelle ein Friedensvertrag zwischen Abba Thule Esuch und Ngetelngal Reklai Tangesechel abgeschlossen, in deren Gefechten der Eroberer Henry Wilson zum ersten Mal mit Feuergeschützen eingriff. Ein weiterer Vertrag entstand 1870 in Zeiten der spanischen Kolonisation, mit dem sämtliche Bürgerkriege auf Palau beendet und ein anhaltender Frieden vereinbart wurden. Noch heute ist Ongeluluul für die Bewohner Palaus von kultureller und geschichtlicher Bedeutung.